# 23 maja
23 maja jest 143. (w latach przestępnych 144.) dniem w kalendarzu gregoriańskim. Do końca roku pozostaje 222 dni.

## Święta
- Imieniny obchodzą: Bolelut, Budziwoj, Dezyderia, Dezyderiusz, Dezydery, Emilia, Eufrozyna, Eutychiusz, Gwibert, Jan, Julian, Lucjusz, Łucjusz, Michał, Symeon i Wibert.
- Jamajka – Święto Pracy
- Międzynarodowe
  - Dzień Wymiaru Sprawiedliwości
  - Międzynarodowy Dzień Końca Przetoki Położniczej (Zgromadzenie Ogólne ONZ, rezolucja A/RES/67/147)[1]
  - Światowy Dzień Żółwia
- Wspomnienia i święta w Kościele katolickim[2][3] obchodzą:
  - św. Leoncjusz z Rostowa
  - św. Jan Chrzciciel de Rossi
  - św. Wibert (Gwibert) z Gembloux

## Wydarzenia w Polsce
- 1266 – Koszalin został lokowany na prawie lubeckim.
- 1588 – W krypcie katedry wawelskiej odbył się pogrzeb króla Stefana Batorego.
- 1591 – W Krakowie doszło do antyprotestanckich rozruchów.
- 1634 – Wybuchł wielki pożar Paczkowa.
- 1680 – Od uderzenia pioruna spłonęła wieża ratuszowa w Krakowie.
- 1702 – III wojna północna: wojska szwedzkie zajęły Warszawę.
- 1703 – III wojna północna: wojska szwedzkie rozpoczęły oblężenie Torunia.
- 1761 – August II Sas nadał Szczuczynowi prawo magdeburskie oraz herb.
- 1771 – Konfederaci barscy ponieśli porażki w bitwach: pod Lanckoroną i pod Grobami.
- 1847 – We Wrocławiu zapalono po raz pierwszy uliczne latarnie gazowe.
- 1863 – Powstanie styczniowe: upadł Tymczasowy Rząd Narodowy.
- 1865 – W Sokołowie Podlaskim zostali publicznie powieszeni: naczelny kapelan wojsk powstańczych ks. gen. Stanisław Brzóska i jego adiutant Franciszek Wilczyński.
- 1884 – Pożar strawił większą część zabudowań Nowej Rudy.
- 1892 – Krakowski kościół Ducha Świętego został wysadzony w powietrze w celu pozyskania gruntu pod budowę gmachu Teatru im. Juliusza Słowackiego. Na wieść o tym wydarzeniu Jan Matejko zwrócił dyplom honorowego obywatela miasta Krakowa, oświadczając przy tym, że już nigdy nie będzie wystawiał w nim swoich obrazów.
- 1910 – W Grodnie odbył się pogrzeb Elizy Orzeszkowej.
- 1920 – Założono Narodową Partię Robotniczą.
- 1921 – III powstanie śląskie: pyrrusowe zwycięstwo powstańców w bitwie pod Olzą.
- 1926 – Halina Konopacka ustanowiła w Warszawie pierwszy polski lekkoatletyczny rekord świata, uzyskując w rzucie dyskiem 34,15 m.
- 1943 – Na cmentarzu w Kielcach Niemcy dokonali masakry 45 żydowskich dzieci.
- 1950 – Jerzy Albrecht został prezydentem Warszawy.
- 1965 – Na Stadionie Śląskim w Chorzowie Polska zremisowała ze Szkocją 1:1 w meczu eliminacyjnym do Mistrzostw Świata.
- 1968 – W katastrofie myśliwca MiG-21 w Zegrzu Pomorskim zginął pilot.
- 1984 – Sąd Wojskowy w Warszawie skazał zaocznie płka Ryszarda Kuklińskiego na karę śmierci.
- 1985 – W Gdańsku rozpoczął się proces Adama Michnika, Bogdana Lisa i Władysława Frasyniuka.
- 1991 – Sejm RP przyjął ustawę o związkach zawodowych.
- 1997 – Premiera filmu sensacyjnego Sara w reżyserii Macieja Ślesickiego.
- 2011 – Na Prośnie w Kaliszu otwarto nowy Most Księżnej Jolanty.
- 2014 – Otwarto most autostradowy w Mszanie (powiat wodzisławski).
- 2019 – Rozpoczęły się 22. Mistrzostwa Świata U-20 w Piłce Nożnej, po raz pierwszy rozgrywane na polskich boiskach.

## Wydarzenia na świecie

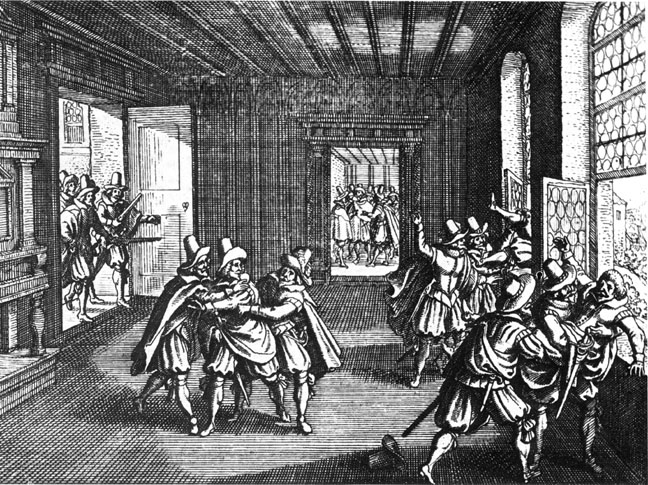
Defenestracja praska (1618) na rycinie z XVII wieku

- 844 – Zwycięstwo wojsk asturyjskich nad muzułmanami w bitwie pod Clavijo(inne języki).
- 1040 – Turcy Seldżuccy pokonali armię Ghaznawidów w bitwie pod Dandankanem.
- 1059 – Filip I został koronowany vivente rege na króla Francji.
- 1372 – Król Polski i Węgier Ludwik Węgierski zawarł w Wyszehradzie porozumienie z cesarzem Karolem IV Luksemburskim, w którym zrzekł się roszczeń do Śląska.
- 1430 – Wojna stuletnia: Joanna d’Arc została pojmana przez Burgundczyków w trakcie próby wyzwolenia Compiègne.
- 1493 – Król Niemiec i arcyksiążę Austrii Maksymilian I Habsburg oraz król Francji Karol VIII Walezjusz zawarli traktat w Senlis.
- 1498 – Florencki reformator religijno-polityczny Girolamo Savonarola i jego współtowarzysze Domenico Buonvicini(inne języki) i Silvertro Maruffi zostali publicznie powieszeni, a następnie ich ciała spalono na stosie.
- 1525 – Wojna chłopska w Niemczech: 18 tys. chłopów z Bryzgowii i południowego Schwarzwaldu zajęło Fryburg Bryzgowijski.
- 1533 – Abp Thomas Cranmer uznał za nieważne małżeństwo króla Anglii Henryka VIII Tudora z Katarzyną Aragońską.
- 1547 – I wojna szmalkaldzka: zwycięstwo wojsk protestanckich nad katolickimi w bitwie pod Drakenburgiem.
- 1555 – Kardynał Giovanni Pietro Carafa został wybrany na papieża i przybrał imię Paweł IV.
- 1568 – Wojna osiemdziesięcioletnia: wojska rebeliantów niderlandzkich pokonały siły fryzyjsko-hiszpańskie w bitwie pod Heiligerlee.
- 1592 – Giordano Bruno został zadenuncjowany Trybunałowi Inkwizycyjnemu przez weneckiego szlachcica Giovanniego Moceniego.
- 1611 – Maciej Habsburg został koronowany na króla Czech.
- 1618 – Defenestracja praska: posłowie habsburscy zostali wyrzuceni przez okno zamku na Hradczanach, co rozpoczęło wojnę trzydziestoletnią.
- 1660 – Po 9 latach wygnania do Anglii powrócił król Karol II Stuart.
- 1701 – Kapitan William Kidd został powieszony w Londynie za piractwo.
- 1706 – Wojna o sukcesję hiszpańską: porażka Francuzów w bitwie z wojskami angielsko-holenderskimi pod Ramillies.
- 1788 – Karolina Południowa jako 8. stan przystąpiła do Unii.
- 1793 – I koalicja antyfrancuska: zwycięstwo wojsk austriacko-angielsko-hanowerskich w bitwie pod Famars.
- 1798 – Wybuchła rewolucja irlandzka.
- 1807 – Wojna rosyjsko-turecka: zwycięstwo floty rosyjskiej w bitwie pod Dardanelami.
- 1814 – W Wiedniu odbyła się premiera ostatecznej wersji jedynej w dorobku Ludwiga van Beethovena opery Fidelio.
- 1844 – Dzień narodzin babizmu – powstałego w Iranie islamskiego ruchu religijnego wywodzącego się z jednego z odłamów szajchizmu.
- 1856 – Brytyjski astronom Norman Robert Pogson odkrył planetoidę (42) Isis.
- 1862 – Wojna secesyjna: zwycięstwo Konfederatów w bitwie pod Front Royal.
- 1863 – Założono Socjaldemokratyczną Partię Niemiec (SPD).
- 1873 – W Kanadzie została sformowana Północno-Zachodnia Policja Konna.
- 1892 – W Syjamie (obecnie Tajlandia) otwarto pierwszy odcinek kolei (Bangkok-Ayutthaya).
- 1895 – Proklamowano niepodległą Republikę Tajwanu.
- 1897 – Hugo Egmont Hørring(inne języki) został premierem Danii.
- 1900:
  - 23 górników zginęło w wyniku ekspozji w kopalni węgla kamiennego koło Sanford w Karolinie Północnej.
  - Sierżant William Harvey Carney(inne języki) został pierwszym czarnoskórym Amerykaninem odznaczonym Medalem Honoru.
- 1901:
  - Prokurator generalny w Paryżu otrzymał anonimowy list, w którym informowano o więzionej od 25 lat przez matkę w domu w Poitiers 52-letniej Blanche Monnier.
  - Wszedł do służby portugalski krążownik pancernopokładowy „Rainha Dona Amélia”.
- 1907 – W Helsinkach zebrał się po raz pierwszy fiński parlament Eduskunta.
- 1911 – Została otwarta Nowojorska Biblioteka Publiczna.
- 1914 – Arcybiskup Bolonii Giacomo della Chiesa (późniejszy papież Benedykt XV) został kardynałem.
- 1915 – I wojna światowa: Włochy przystąpiły do wojny po stronie państw Ententy.
- 1917 – Dokonano oblotu brytyjskiego myśliwca Sopwith Dolphin.
- 1918 – I wojna światowa:
  - U-Boot SM UB-52 został storpedowany i zatopiony w Cieśninie Otranto przez brytyjski okręt podwodny HMS H4, wyniku czego zginęło 32 spośród 34 członków załogi.
  - Zwycięstwem wojsk ormiańskich nad tureckimi zakończyła się bitwa pod Abaranem.
- 1920:
  - Cierpiący na upojenie senne prezydent Francji Paul Deschanel wypadł w nocy w samej piżamie z jadącego pociągu, doznając niegroźnych obrażeń.
  - Założono Komunistyczną Partię Indonezji (PKI).
- 1923 – Założono belgijskie linie lotnicze Sabena.
- 1926 – Uchwalono pierwszą konstytucję Libanu.
- 1928 – W zamachu bombowym na ambasadę Włoch w Buenos Aires zginęły 22 osoby.
- 1934 – W policyjnej zasadzce w Bienville Parish w stanie Luizjana zginęła para przestępców Bonnie Parker i Clyde Barrow.
- 1938 – W przeprowadzonym przez agenta NKWD Pawła Sudopłatowa zamachu bombowym w Rotterdamie zginął przywódca ukraińskich nacjonalistów Jewhen Konowalec.
- 1939:
  - Amerykański okręt podwodny USS „Squalus” zatonął u wybrzeży New Hampshire podczas próbnego zanurzenia, w wyniku czego zginęło 24 marynarzy i 2 cywilnych techników, a 32 marynarzy i jednego cywila uratowano.
  - W Kancelarii Rzeszy odbyła się narada Adolfa Hitlera z najwyższymi dowódcami wojskowymi, podczas której zapowiedział on atak na Polskę.
- 1940 – Okręt podwodny ORP „Orzeł” wyszedł w swój ostatni patrol na Morze Północne, w trakcie którego zaginął bez śladu dwa dni później.
- 1941 – Kampania śródziemnomorska: brytyjskie niszczyciele „HMS Kashmir” i „HMS Kelly” zostały zbombardowane i zatopione u wybrzeży Krety przez niemieckie bombowce nurkujące Junkers Ju 87.
- 1942 – Front wschodni: w trakcie II bitwy o Charków wojska niemieckie uwięziły radzieckie 6. i 57. armię w kotle pod Iziumem.
- 1943:
  - Bitwa o Atlantyk: niemiecki okręt podwodny U-752(inne języki) został zaatakowany na środkowym Atlantyku przez brytyjski pokładowy samolot torpedowo-bombowy Fairey Swordfish, w wyniku czego zginęło 30 spośród 47 członków załogi, a następnie samozatopiony; na zachód od Portugalii został zatopiony przez niszczyciel HMS „Active”(inne języki) i fregatę HMS „Ness” włoski okręt podwodny „Leonardo da Vinci” wraz z całą, 62-osobową załogą.
  - Front zachodni: rozpoczęło się dwudniowe bombardowanie Dortmundu z udziałem 826 bombowców RAF, w wyniku którego zginęło 599, rannych zostało 1275, zaginęło 25 osób, a ok. 2 tys. budynków zostało zniszczonych.
- 1944 – Islandczycy opowiedzieli się w referendum za zwracaniem unii z Danią i wprowadzeniem ustroju republikańskiego.
- 1945:
  - Brytyjczycy aresztowali we Flensburgu ostatni rząd III Rzeszy.
  - Powstał drugi rząd Winstona Churchilla.
- 1949 – Wraz z wejściem w życie ustawy zasadniczej uchwalonej 8 maja powstała Republika Federalna Niemiec.
- 1950 – Premiera amerykańskiego filmu sensacyjnego Asfaltowa dżungla w reżyserii Johna Hustona.
- 1951 – ChRL oficjalnie zaanektowała Tybet.
- 1954 – Reprezentacja Anglii w piłce nożnej mężczyzn przegrała w rozegranym w Budapeszcie meczu towarzyskim z Węgrami 1:7, co jest najwyższą dotychczas porażką w jej historii.
- 1955 – W Las Vegas otwarto hotel i kasyno „Dunes”.
- 1956 – Szwajcarzy Jürg Marmet(inne języki) i Ernst Schmied(inne języki) jako trzecia i czwarta osoba w historii wspięli się na szczyt Mount Everest.
- 1965 – Franz Jonas wygrał wybory prezydenckie w Austrii.
- 1967 – Egipt zamknął Cieśninę Tirańską dla statków izraelskich.
- 1969 – Ukazał się album Tommy brytyjskiej grupy The Who.
- 1970 – W wyniku podpalenia został zniszczony most kolejowy Britannia Bridge nad cieśniną Menai, łączący wyspę Anglesey z wybrzeżem Walii.
- 1971 – 78 osób zginęło, a 5 zostało rannych w katastrofie samolotu Tu-134 jugosłowiańskich linii Aviogenex(inne języki) w chorwackiej Rijece.
- 1973 – Efraim Kacir został prezydentem Izraela.
- 1974:
  - Odbył się pierwszy komercyjny lot Airbusa A300.
  - Papież Paweł VI ogłosił rok 1975 Rokiem Świętym.
- 1977 – Holenderski pociąg pasażerski został opanowany koło Groningen przez terrorystów pochodzących z Moluków w Indonezji. 11 czerwca, w trakcie policyjnej akcji odbicia pociągu zginęło 6 z 9 terrorystów oraz 2 zakładników.
- 1978:
  - Icchak Nawon został prezydentem Izraela.
  - W strzelaninie na ówczesnym czechosłowacko-zachodnioniemieckim przejściu granicznym we wsi Pomezí nad Ohří zginęli kierowca uprowadzonego w celu sforsowania granicy autobusu szkolnego i jeden z trzech porywaczy.
- 1979 – Palestyńscy terroryści zdetonowali bombę podłożoną na przystanku autobusowym w izraelskim mieście Petach Tikwa. Zginęły 3 osoby, a 13 zostało rannych.
- 1980 – Premiera horroru Lśnienie w reżyserii Stanleya Kubricka.
- 1981 – Odbył się pierwszy maraton rotterdamski.
- 1982 – Wojna o Falklandy: brytyjska fregata rakietowa HMS „Antelope” została zbombardowana przez argentyńskie samoloty.
- 1984 – Premiera filmu przygodowego Indiana Jones i Świątynia Zagłady w reżyserii Stevena Spielberga.
- 1985 – Frank Sinatra został odznaczony Medalem Wolności przez prezydenta Ronalda Reagana.
- 1989 – Odbyła się prezentacja samochodu osobowego Citroën XM.
- 1990:
  - József Antall został premierem Węgier.
  - W bazie wojskowej w Leśnej w rejonie baranowickim na Białorusi zlikwidowano ostatni pocisk balistyczny R-12.
- 1991 – Mołdawska SRR ogłosiła niepodległość jako Republika Mołdawii.
- 1992:
  - Kraje byłego ZSRR podpisały Protokół lizboński w sprawie likwidacji postradzieckich arsenałów jądrowych.
  - W zamachu bombowym na autostradzie koło Capaci na Sycylii zginął antymafijny sędzia śledczy Giovanni Falcone.
- 1993 – W Kambodży rozpoczęły się pięciodniowe, pierwsze wolne wybory parlamentarne po zakończeniu wojny domowej.
- 1994 – 270 pielgrzymów zostało zadeptanych w meczecie w Mekce w wyniku wybuchu paniki w trakcie obrzędu ukamienowania szatana.
- 1995 – Marek Kamiński i Wojciech Moskal, jako pierwsi Polacy, po 70-dniowej pieszej wędrówce dotarli do Bieguna Północnego.
- 1997 – Mohammad Chatami wygrał wybory prezydenckie w Iranie.
- 2000 – Eminem wydał swój trzeci album studyjny "The Marshall Mathers LP".
- 2004 – W Porcie lotniczym Paryż-Roissy-Charles de Gaulle 4 osoby zginęły, a 3 zostały ranne po runięciu fragmentu dachu nowego terminalu 2E.
- 2006:
  - Oddano do użytku odbudowany wieżowiec WTC7.
  - Ukazał się system operacyjny Windows Vista w wersji Beta 2.
- 2009:
  - Klub piłkarski VfL Wolfsburg zdobył pierwszy w swej historii tytuł mistrza Niemiec.
  - Komunista Madhav Kumar Nepal został wybrany przez parlament na premiera Nepalu.
  - Zamieszany w skandal korupcyjny były prezydent Korei Południowej Roh Moo-hyun popełnił samobójstwo rzucając się w górską przepaść.
- 2010:
  - 19 osób zginęło, a 71 zostało rannych w katastrofie kolejowej w Fuzhou w Chinach.
  - W stolicy Jamajki Kingston wybuchły krwawe czterodniowe zamieszki, wywołane przez zwolenników barona narkotykowego Christophera Coke’a, po decyzji rządu o jego wydaniu USA.
- 2012 – Kamerdyner papieski Paolo Gabriele został aresztowany i oskarżony o kradzież tajnych dokumentów z Watykanu.
- 2013 – Sigmundur Davíð Gunnlaugsson został premierem Islandii.
- 2014 – W miejscowości Isla Vista 23-letni Elliot Rodger zastrzelił 6 studentów Uniwersytetu Kalifornijskiego w Santa Barbara, a 14 innych osób ranił, po czym, otoczony przez policję, popełnił samobójstwo.
- 2015 – W Wiedniu odbył się finał jubileuszowego, 60. Konkursu Piosenki Eurowizji.
- 2016:
  - 45 rekrutów zginęło, a 60 zostało rannych w samobójczym zamachu bombowy w jemeńskim Adenie.
  - W serii zamachów terrorystycznych w syryjskich miastach Dżabla i Tartus nad Morzem Śródziemnym zginęło 189 osób (w tym 5 zamachowców), a ok. 200 zostało rannych.
- 2019 – W więzieniu stanowym Florydy w Raiford został stracony poprzez wstrzyknięcie trucizny seryjny gwałciciel i morderca Robert Joe Long.
- 2021 – Należący do linii Ryanair Boeing 737-8AS, lecący z Aten do Wilna, na krótko przed wejściem w litewską przestrzeń powietrzną został skierowany przymusowo przez białoruski samolot myśliwski do Mińska, gdzie po wylądowaniu aresztowano opozycyjnego dziennikarza Ramana Pratasiewicza, współzałożyciela i byłego redaktora naczelnego opozycyjnej sieci NEXTA oraz jego partnerkę.
- 2022 – Hassan Sheikh Mohamud został po raz drugi prezydentem Somalii.

## Urodzili się
- 635 – Chan Bahlum II, król Majów (zm. 702)
- 1052 – Filip I, król Francji (zm. 1108)
- 1593 – Anna Maria Wazówna, polska królewna (zm. 1600)
- 1598 – Claude Mellan(inne języki), francuski malarz, sztycharz (zm. 1688)
- 1606 – Juan Caramuel y Lobkowitz, hiszpański duchowny katolicki, pisarz, matematyk (zm. 1682)
- 1614 – Bertholet Flémalle, flamandzki malarz (zm. 1675)
- 1617 – Elias Ashmole, angielski antykwariusz, wojskowy, polityk, wolnomularz (zm. 1692)
- 1654 – Nicodemus Tessin młodszy, szwedzki architekt (zm. 1728)
- 1674 – James Scott, brytyjski hrabia, wojskowy (zm. 1705)
- 1696 – Johann Caspar Vogler(inne języki), niemiecki kompozytor, organista (zm. 1763)
- 1707 – Karol Linneusz, szwedzki przyrodnik (zm. 1778)
- 1710 – François Gaspard Balthasar Adam, francuski rzeźbiarz (zm. 1761)
- 1718 – William Hunter, szkocki lekarz (zm. 1783)
- 1722 – Klaudiusz Franciszek Gagnières des Granges, francuski jezuita, męczennik, błogosławiony (zm. 1792)
- 1729 – Giuseppe Parini, włoski pisarz (zm. 1799)
- 1730 – August Ferdynand Hohenzollern, pruski książę, generał (zm. 1813)
- 1734 – Franz Anton Mesmer, niemiecki lekarz (zm. 1815)
- 1735 – Charles-Joseph de Ligne, książę Świętego Cesarstwa Rzymskiego, dyplomata i wojskowy w służbie austriackiej (zm. 1814)
- 1741 – Andrea Luchesi, włoski kompozytor, organista (zm. 1801)
- 1788 – Dezydery Chłapowski, polski generał, powstaniec, polityk, działacz gospodarczy i społeczny (zm. 1879)
- 1790:
  - Jules Dumont d’Urville, francuski podróżnik (zm. 1842)
  - Antoni Krząstkiewicz, polski malarz (zm. 1870)
  - Jegor Timkowski, rosyjski dyplomata, podróżnik pochodzenia polskiego (zm. 1875)
- 1794 – Ignaz Moscheles, niemiecki kompozytor, pianista, dyrygent pochodzenia czeskiego (zm. 1870)
- 1795 – Charles Barry, brytyjski architekt (zm. 1860)
- 1799 – Thomas Hood, brytyjski poeta, humorysta (zm. 1845)
- 1810:
  - Margaret Fuller, amerykańska dziennikarka, feministka (zm. 1850)
  - William Molesworth, brytyjski polityk (zm. 1855)
  - Martin John Spalding, amerykański duchowny katolicki, arcybiskup Baltimore i prymas USA (zm. 1872)
- 1814 – Charles de Lorencez, francuski generał (zm. 1892)
- 1820 – Adolf Korn, niemiecko-argentyński lekarz, wojskowy, samorządowiec (zm. 1902)
- 1823 – Ante Starčević, chorwacki polityk, pisarz, publicysta (zm. 1896)
- 1824 – Ambrose Burnside, amerykański generał major, polityk, senator (zm. 1881)
- 1827 – Henry Loch, brytyjski wojskowy, dyplomata, administrator kolonialny (zm. 1900)
- 1828 – Helena Kirkorowa, polska aktorka (zm. 1900)
- 1829 – Ole Richter, norweski prawnik, polityk (zm. 1888)
- 1830 – Bronisław Skibniewski, polski ziemianin (zm. 1904)
- 1834:
  - Carl Bloch(inne języki), duński malarz (zm. 1890)
  - Urban von Feilitzen, szwedzki eseista, krytyk literacki (zm. 1913)
  - Ludmiła Schwarz, polska działaczka społeczna i niepodległościowa (zm. 1912)
- 1835 – Lazarus IV Henckel von Donnersmarck, niemiecki ziemianin, przemysłowiec, polityk (zm. 1914)
- 1837:
  - Anatole Mallet, francuski inżynier i konstruktor parowozów pochodzenia szwajcarskiego (zm. 1919)
  - Józef Wieniawski, polski pianista, kompozytor (zm. 1912)
- 1842 – Maria Konopnicka, polska poetka, nowelistka, krytyk literacki, publicystka, tłumaczka (zm. 1910)
- 1843:
  - Jewgienij Aleksiejew, rosyjski admirał (zm. 1917)
  - Antoni Brykczyński, polski duchowny katolicki, historyk sztuki, bibliograf (zm. 1913)
- 1844 – Alfred Espinas, francuski myśliciel, socjolog (zm. 1922)
- 1846:
  - Antoni Kalina, polski slawista, etnograf, etnolog, ludoznawca, działacz społeczny (zm. 1906)
  - Ernest Monis, francuski polityk, premier Francji (zm. 1929)
- 1848 – Otto Lilienthal, niemiecki inżynier, konstruktor i oblatywacz pierwszych szybowców (zm. 1896)
- 1849 – Károly Khuen-Héderváry, węgierski hrabia, polityk, premier Węgier i ban Chorwacji (zm. 1918)
- 1851:
  - Henryk Kadyi, polski anatom (zm. 1912)
  - Antoni Stolpe, polski kompozytor, pianista (zm. 1872)
- 1856 – Hermann Sahli, szwajcarski internista, wynalazca (zm. 1933)
- 1857:
  - Emil Friede, niemiecki architekt (zm. 1947)
  - Maria Waldeck-Pyrmont, księżna Wirtembergii (zm. 1882)
- 1858 – Anna Wahlenberg, szwedzka pisarka (zm. 1933)
- 1859 – Edgar Berillon, francuski neurolog, psycholog (zm. 1948)
- 1860 – Jarosław Weszin, bułgarski malarz pochodzenia czeskiego (zm. 1915)
- 1861 – József Rippl-Rónai, węgierski malarz (zm. 1927)
- 1862:
  - Franciszek Chełmiński, polski architekt (zm. 1932)
  - Hermann Gunkel, niemiecki teolog protestancki (zm. 1932)
- 1863 – Hermann Obrist, szwajcarski projektant, rzeźbiarz (zm. 1927)
- 1864:
  - Michaił Popow, rosyjski psychiatra, wykładowca akademicki (zm. 1908)
  - Arthur Smith Woodward, brytyjski paleontolog, wykładowca akademicki, muzealnik (zm. 1944)
- 1865 – Epitácio Lindolfo da Silva Pessoa, brazylijski polityk, prezydent Brazylii (zm. 1942)
- 1866:
  - Gustav Aschaffenburg, niemiecki psychiatra pochodzenia żydowskiego (zm. 1944)
  - Wacław Pawliszak, polski malarz, rysownik (zm. 1905)
- 1868:
  - Siegfried Laboschin, niemiecki malarz, rysownik, krytyk sztuki pochodzenia żydowskiego (zm. 1929)
  - Giovanna Meneghini, włoska urszulanka, Służebnica Boża (zm. 1918)
  - Konstantin Pokrowski, rosyjski astronom, pisarz (zm. 1944)
- 1869 – Jan Moszczyński, polski prawnik, urzędnik pocztowy, polityk, minister poczt i telegrafów (zm. 1932)
- 1871:
  - Nikodem Caro, polsko-niemiecki chemik, wykładowca akademicki pochodzenia żydowskiego (zm. 1935)
  - Garabet Ibrăileanu, rumuński pisarz, krytyk literacki, tłumacz, socjolog pochodzenia ormiańskiego (zm. 1936)
- 1874 – Antoni Fertner, polski aktor (zm. 1959)
- 1878 – Maria Celina od Ofiarowania Najświętszej Maryi Panny, francuska klaryska, błogosławiona (zm. 1897)
- 1881 – Ludwig Kaas, niemiecki duchowny katolicki, polityk (zm. 1962)
- 1884 – Corrado Gini, włoski statystyk, demograf (zm. 1965)
- 1889:
  - Erich Engels(inne języki), niemiecki reżyser i scenarzysta filmowy (zm. 1971)
  - Eb van der Kluft, holenderski piłkarz (zm. 1970)
  - Ernst Niekisch, niemiecki polityk (zm. 1967)
  - José Padilla Sánchez, hiszpański kompozytor (zm. 1960)
- 1890:
  - Dagmara, księżna duńska (zm. 1961)
  - Herbert Marshall, brytyjski aktor (zm. 1966)
- 1891:
  - Piero Colonna, włoski dowódca wojskowy, dyplomata, polityk (zm. 1939)
  - Pär Lagerkvist, szwedzki prozaik, poeta, dramaturg, eseista, krytyk literacki, laureat Nagrody Nobla (zm. 1974)
  - Ilja Rabinowicz, rosyjski szachista pochodzenia żydowskiego (zm. 1942)
  - Walter Warzecha, niemiecki admirał (zm. 1956)
- 1892:
  - Albert Spencer, brytyjski arystokrata (zm. 1975)
  - Władysław Ziętkiewicz, polski pułkownik piechoty, taternik, działacz narciarski i pionier narciarstwa wysokogórskiego (zm. 1940)
- 1893:
  - Jerzy Kowalski, polski filolog klasyczny, pisarz (zm. 1948)
  - Rosa Raisa, polska śpiewaczka operowa pochodzenia żydowskiego (sopran) (zm. 1963)
  - Kamen Wiczew, bułgarski duchowny katolicki, asumpcjonista, męczennik, błogosławiony (zm. 1952)
- 1896:
  - André Bloc, francuski architekt, rzeźbiarz (zm. 1966)
  - Karol Kopeć, polski rolnik, kawaler Orderu Virtuti Militari (zm. ?)
- 1898:
  - Frank McHugh, amerykański aktor (zm. 1981)
  - Josef Terboven, niemiecki funkcjonariusz nazistowski, zbrodniarz wojenny, komisarz Rzeszy w okupowanej Norwegii (zm. 1945)
- 1899 – Jeralean Talley, amerykańska superstulatka (zm. 2015)
- 1900:
  - Hans Frank, niemiecki funkcjonariusz nazistowski, zbrodniarz wojenny, generalny gubernator w okupowanej Polsce (zm. 1946)
  - Józef Laskowski, polski onkolog, anatomopatolog (zm. 1970)
  - Franz Leopold Neumann, niemiecki politolog (zm. 1954)
  - Eduard Seren, estoński strzelec sportowy (zm. 1941)
- 1901 – Aleksander Krzywobłocki, polski architekt, fotograf (zm. 1979)
- 1902 – Semen Kozak, radziecki generał porucznik (zm. 1953)
- 1903:
  - Ernst Klodwig, niemiecki kierowca wyścigowy (zm. 1973)
  - Pablo Muñoz Vega, ekwadorski duchowny katolicki, arcybiskup Quito, kardynał (zm. 1994)
  - Ralph Julian Rivers, amerykański polityk (zm. 1976)
  - Stanisław Karol Rychliński, polski socjolog, ekonomista, wykładowca akademicki (zm. 1944)
- 1904:
  - Rekared Centelles Abad, hiszpański duchowny katolicki, męczennik, błogosławiony (zm. 1936)
  - Helena Gostyńska-Tomaszewska, polska działaczka komunistyczna (zm. 1955)
  - Wang Ming, chiński polityk komunistyczny (zm. 1974)
- 1905:
  - Ramiro Ledesma Ramos, hiszpański polityk, filozof faszystowski, publicysta (zm. 1936)
  - Víctor Morales, chilijski piłkarz (zm. 1938)
- 1907:
  - Lucjan Cylkowski, polski harcmistrz (zm. 1944)
  - Otylia Kałuża, polska lekkoatletka, sprinterka i biegaczka średniodystansowa (zm. 1981)
  - François Laverne, francuski żeglarz sportowy (zm. 1988)
- 1908:
  - John Bardeen, amerykański fizyk, laureat Nagrody Nobla (zm. 1991)
  - Tomiko Itooka, japońska superstulatka, najstarsza osoba na świecie (zm. 2024)
  - Annemarie Schwarzenbach, szwajcarska pisarka, dziennikarka, fotografka, podróżniczka (zm. 1942)
- 1909:
  - Hugh E. Blair, amerykański interlingwista (zm. 1967)
  - Arnold Rezler, polski wiolonczelista, dyrygent, kompozytor (zm. 2000)
  - William Sidney, brytyjski polityk, gubernator generalny Australii (zm. 1991)
- 1910:
  - Jan Wojciech Kiwerski, polski podpułkownik dyplomowany saperów (zm. 1944)
  - Franz Kline, amerykański malarz (zm. 1962)
  - Artie Shaw, amerykański klarnecista jazzowy, kompozytor, pisarz (zm. 2004)
- 1911:
  - Józef Hurwic, polski fizykochemik, wykładowca akademicki pochodzenia żydowskiego (zm. 2016)
  - Paul Augustin Mayer, niemiecki kardynał (zm. 2010)
  - Betty Nuthall, brytyjska tenisistka (zm. 1983)
- 1912:
  - Władysław Miciek, polski porucznik, żołnierz AK, cichociemny, uczestnik powstania warszawskiego (zm. 1944)
  - Jirō Yamagishi, japoński tenisista (zm. 1997)
- 1913:
  - Carlos Borja, meksykański koszykarz (zm. 1982)
  - Jenő Brandi, węgierski piłkarz wodny (zm. 1980)
  - Carlos Rafael Rodríguez, kubański dziennikarz, polityk (zm. 1997)
- 1914:
  - Konstantin Buszujew, rosyjski specjalista techniki rakietowej (zm. 1978)
  - Daaf Drok, holenderski piłkarz (zm. 2002)
  - Jan Garlicki, polski prawnik, archiwista, wiceprezydent Krakowa (zm. 1989)
  - Władysław Kołek, polski inżynier elektryk, wykładowca akademicki (zm. 1992)
  - Nora Szczepańska, polska pisarka, poetka, autorka literatury dziecięcej i młodzieżowej (zm. 2004)
- 1915 – Bakir Dawlatow, radziecki starszy sierżant (zm. 1982)
- 1916:
  - Stefan Kamiński, polski polityk, poseł na Sejm PRL (zm. 1993)
  - Gieorgij Parszyn, radziecki major pilot (zm. 1956)
- 1917 – Edward Lorenz, amerykański matematyk, meteorolog, wykładowca akademicki (zm. 2008)
- 1918 – Angiolo Profeti, włoski lekkoatleta, kulomiot (zm. 1981)
- 1919:
  - Awraham Derori, izraelski polityk (zm. 1964)
  - Betty Garrett, amerykańska aktorka (zm. 2011)
  - Ryszard Zarzycki, polski harcmistrz, podporucznik, żołnierz AK, uczestnik powstania warszawskiego (zm. 1944)
- 1920:
  - Bogusław Maksymilian Maciejewski, polski pisarz, muzykolog, publicysta muzyczny (zm. 2006)
  - Marian Zając, polski narciarz alpejski, porucznik nawigator (zm. 1945)
- 1921:
  - James Blish, amerykański pisarz science fiction (zm. 1975)
  - John Cloudsley-Thompson, brytyjski przyrodnik, podróżnik (zm. 2013)
  - Grigorij Czuchraj, rosyjski reżyser filmowy (zm. 2001)
  - Humphrey Lyttelton, brytyjski trębacz i klarnecista jazzowy, dziennikarz muzyczny (zm. 2008)
  - Anna Morozowa, radziecka czerwonoarmistka, partyzantka (zm. 1944)
  - Dmitrij Tatarienko, radziecki generał major lotnictwa (zm. 1995)
- 1922:
  - Robert Delorozoy, francuski działacz gospodarczy, samorządowiec, polityk (zm. 2015)
  - Karel Effa, czeski aktor (zm. 1993)
  - Erik Holmberg, norweski piłkarz, trener (zm. 1998)
- 1923:
  - Przemysław Bystrzycki, polski pisarz, dziennikarz, podporucznik, cichociemny (zm. 2004)
  - Władysława Kierzkowska, polska plastyczka (zm. 2016)
  - Alicia de Larrocha, hiszpańska pianistka (zm. 2009)
  - Eduardo Lourenço, portugalski pisarz, krytyk literacki, filozof (zm. 2020)
  - Palden Thondup Namgjal, ostatni władca Sikkimu (zm. 1982)
- 1924:
  - Jack Coleman, amerykański koszykarz (zm. 1998)
  - André Delelis, francuski polityk (zm. 2012)
  - Karlheinz Deschner, niemiecki pisarz (zm. 2014)
  - Kenneth Grant, brytyjski prozaik, poeta, okultysta (zm. 2011)
  - Katarzyna Latałło, polska malarka, grafik, ilustratorka, reżyserka filmów animowanych (zm. 2009)
  - Klementyna Żurowska, polska historyk sztuki (zm. 2015)
- 1925:
  - Joe James, amerykański kierowca wyścigowy (zm. 1952)
  - Halina Karpińska, polska prawnik, sędzia, polityk, poseł na Sejm PRL
  - Joshua Lederberg, amerykański genetyk, laureat Nagrody Nobla (zm. 2008)
- 1926:
  - Desmond Carrington, brytyjski aktor, dziennikarz radiowy (zm. 2017)
  - Alina Ślesińska, polska rzeźbiarka (zm. 1994)
- 1927:
  - Dieter Hildebrandt, niemiecki prezenter telewizyjny (zm. 2013)
  - Roman Korban, polski lekkoatleta, średniodystansowiec, trener (zm. 2024)
  - Krzysztof Przecławski, polski socjolog, wykładowca akademicki (zm. 2014)
- 1928:
  - Manuel Álvarez, chilijski piłkarz (zm. 1998)
  - Jeannie Carson, brytyjska aktorka (zm. 2022)
  - Rosemary Clooney, amerykańska piosenkarka, aktorka (zm. 2002)
  - Nigel Davenport, brytyjski aktor (zm. 2013)
  - Nina Otkalenko, rosyjska lekkoatletka, biegaczka średniodystansowa (zm. 2015)
  - Toimi Pitkänen, fiński wioślarz (zm. 2016)
  - Krystyna Przewoźna-Armon, polska historyk, archeolog, wykładowczyni akademicka (zm. 2013)
  - Bazyli (Wasylcew), rosyjski biskup prawosławny (zm. 1998)
- 1929:
  - Szczepan Balicki, polski prawnik, polityk, poseł na Sejm kontraktowy (zm. 2017)
  - Ulla Jacobsson(inne języki), szwedzka aktorka (zm. 1982)
  - Łarisa Kronberg, rosyjska aktorka (zm. 2017)
- 1930:
  - Richard Anuszkiewicz, amerykański malarz, grafik pochodzenia polskiego (zm. 2020)
  - Aleksandar Matanović, serbski szachista, dziennikarz i działacz szachowy (zm. 2023)
  - Jordi Solé Tura, kataloński i hiszpański prawnik, wykładowca akademicki, polityk (zm. 2009)
- 1931:
  - Barbara Barrie, amerykańska aktorka, pisarka
  - Adam Bilski, polski działacz społeczny (zm. 2024)
  - Franciszek Malinowski, polski dziennikarz (zm. 2014)
  - Lucian Mureșan, rumuński duchowny katolicki obrządku bizantyjskiego, arcybiskup większy Fogaraszu i Alba Iulia, głowa Rumuńskiego Kościoła Greckokatolickiego, kardynał
  - Julian Żołnierkiewicz, polski duchowny katolicki, socjolog, kapelan NSZZRI „Solidarność” (zm. 2013)
- 1932:
  - John Lyons, brytyjski językoznawca, semantyk, wykładowca akademicki (zm. 2020)
  - Alicja Migulanka, polska aktorka (zm. 1990)
- 1933:
  - Joan Collins, brytyjska aktorka
  - Ove Fundin, szwedzki żużlowiec
  - Sergio Gonella, włoski sędzia piłkarski (zm. 2018)
- 1934:
  - Robert Moog, amerykański inżynier, wynalazca (zm. 2005)
  - Dhimitër Xhuvani, albański pisarz, scenarzysta filmowy (zm. 2009)
- 1935:
  - Marcos Coll, kolumbijski piłkarz (zm. 2017)
  - Bronisław Tusk, polski rzeźbiarz, ceramik, malarz (zm. 2000)
- 1936:
  - Stanisław Flieger, polski profesor weterynarii (zm. 2013)
  - Ingeborg Hallstein, niemiecka śpiewaczka operowa (sopran koloraturowy)
  - Andrzej Jurga(inne języki), polski aktor, reżyser, scenarzysta i producent filmowy
  - Zdzisław Stelmaszuk, polski generał dywizji, inżynier
- 1937:
  - Danio Bardi, włoski piłkarz wodny (zm. 1991)
  - Ilia Hans, niemiecka lekkoatletka, skoczkini wzwyż
  - Jerzy Kwiatek, polski geograf, leksykograf, encyklopedysta
  - John Shaw, australijski żeglarz sportowy
  - William Weigand, amerykański duchowny katolicki, biskup Sacramento
- 1938:
  - Edem Kodjo, togijski dyplomata, polityk, sekretarz generalny Organizacji Jedności Afrykańskiej, premier Togo (zm. 2020)
  - Władimir Pierieturin, rosyjski piłkarz, komentator sportowy (zm. 2017)
- 1939:
  - Michel Colombier, francuski kompozytor muzyki filmowej, dyrygent (zm. 2004)
  - Coco Peredo, boliwijski działacz komunistyczny (zm. 1967)
  - Henryk Wolniak-Zbożydarzyc, polski poeta, dramaturg, aforysta
- 1940:
  - Lone Dybkjær, duńska polityk, minister środowiska, eurodeputowana (zm. 2020)
  - Stanislav Kubíček, czeski żużlowiec
  - Gérard Larrousse, francuski kierowca wyścigowy i rajdowy
- 1941:
  - Per Lyngemark, duński kolarz torowy (zm. 2010)
  - Włodzimierz Olszewski, polski prawnik, sędzia, adwokat (zm. 2015)
  - Rod Thorn, amerykański koszykarz
- 1942:
  - Johannes Fried, niemiecki historyk, mediewista, wykładowca akademicki
  - Witold Gładkowski, polski nauczyciel, polityk, senator RP (zm. 2006)
  - Zalman King, amerykański aktor, reżyser, scenarzysta i producent filmowy (zm. 2012)
  - Gabriel Liiceanu, rumuński pisarz, działacz kulturalny
  - Milutin Mrkonjić, serbski inżynier, polityk, minister infrastruktury, energii i transportu (zm. 2021)
  - José Omar Pastoriza, argentyński piłkarz, trener (zm. 2004)
  - Jan Wojtyła, polski ekonomista, wykładowca akademicki
- 1943:
  - Peter Kenilorea, salomoński polityk, premier Wysp Salomona (zm. 2016)
  - Felix Slováček, czeski kompozytor, dyrygent
- 1944:
  - Domenico Graziani, włoski duchowny katolicki, arcybiskup Crotone-Santa Severina
  - Alojzy Krzywoń, polski piłkarz (zm. 2021)
  - Andonis Manitakis, grecki prawnik, wykładowca akademicki
  - John Newcombe, australijski tenisista
  - Lena Nyman, szwedzka aktorka (zm. 2011)
  - Waldemar Obrębski, polski piłkarz, trener (zm. 1985)
  - Martin Pollack, austriacki pisarz, tłumacz (zm. 2025)
- 1945:
  - Roel Luynenburg, holenderski wioślarz (zm. 2023)
  - Andrzej Namysło, polski polityk, poseł na Sejm RP
- 1946:
  - Bujar Lako, albański aktor (zm. 2016)
  - Lucio Lemmo, włoski duchowny katolicki, biskup pomocniczy Neapolu
- 1947:
  - Jerzy Bralczyk, polski językoznawca, gramatyk normatywny, profesor nauk humanistycznych, specjalista w zakresie języka mediów, reklamy i polityki
  - Bernard S. Comrie, brytyjski językoznawca
  - Kazimierz Dudulski, polski ślusarz, polityk, poseł na Sejm PRL (zm. 2020)
  - Grzegorz Tusiewicz, polski krytyk jazzowy, publicysta i dziennikarz muzyczny, didżej, fotografik (zm. 2016)
- 1948:
  - Andrzej Bartosz, polski dziennikarz, reportażysta
  - Michael Joseph Fitzgerald, amerykański duchowny katolicki, biskup pomocniczy Filadelfii
  - Anna Gręziak, polska lekarka, urzędniczka państwowa
- 1949:
  - Daniel DiNardo, amerykański duchowny katolicki, arcybiskup Galveston-Houston, kardynał
  - Alan García Pérez, peruwiański polityk, prezydent Peru (zm. 2019)
  - Edward Kozynkewycz, ukraiński piłkarz, trener (zm. 1994)
  - Jerry Sneva, amerykański kierowca wyścigowy (zm. 2018)
- 1950:
  - Wolfgang Brinkmann, niemiecki jeździec sportowy
  - Richard Chase, amerykański seryjny morderca, nekrofil, kanibal (zm. 1980)
  - Hanna Foltyn-Kubicka, polska polityk, poseł na Sejm RP i eurodeputowana
  - Martin McGuinness, północnoirlandzki polityk (zm. 2017)
  - Linda Thompson, amerykańska aktorka, piosenkarka, autorka tekstów
- 1951:
  - Manfred Geyer, niemiecki biathlonista
  - Anatolij Karpow, rosyjski szachista, sędzia i trener szachowy
  - Marek Kośmicki, polski kardiolog, wykładowca akademicki
  - Jiří Palkovský, czeski lekkoatleta, skoczek wzwyż
  - Grzegorz Piotrowski, polski oficer SB, zabójca
  - Andonis Samaras, grecki polityk, premier Grecji
  - Jan Targosz, polski inżynier, nauczyciel akademicki (zm. 2022)
  - Eva Janina Wieczorek, polsko-niemiecka malarka
  - Carlos Zárate, meksykański bokser
- 1952:
  - Deborah Adair, amerykańska aktorka
  - Walerij Czapłygin, rosyjski kolarz szosowy
  - Anne-Marie David, francuska piosenkarka
  - Władimir Łopuchin, rosyjski ekonomista, polityk, minister energetyki (zm. 2020)
  - Federico Trillo, hiszpański prawnik, polityk
- 1953:
  - Krzysztof Rutkowski, polski piłkarz (zm. 2007)
  - Enzo Trossero, argentyński piłkarz, trener
  - Antoni Tyrakowski, polski mechanik, polityk, poseł na Sejm RP
  - Agathe Uwilingiyimana, rwandyjska polityk, premier i p.o. prezydenta Rwandy (zm. 1994)
- 1954:
  - Alfred Bolcek, polski piłkarz (zm. 2016)
  - Keith Campbell, brytyjski biolog (zm. 2012)
  - Marvin Hagler, amerykański bokser (zm. 2021)
  - Jacenty Jędrusik, polski aktor (zm. 2013)
- 1955:
  - Władysław Klimczak, polski polityk, poseł na Sejm PRL
  - Preda Mihăilescu, rumuński matematyk
  - Wojciech Stachurski, polski autor tekstów, kompozytor, muzyk, producent muzyczny (zm. 2020)
  - John Stevens, brytyjski prawnik, polityk
- 1956:
  - Andrzej Dębski, polski aktor
  - Andoni Goikoetxea, baskijski piłkarz, trener
  - Ursula Plassnik, austriacka dyplomatka, polityk pochodzenia słoweńskiego
  - Teresa Świło, polska bizneswoman, polityk, poseł na Sejm RP
- 1957:
  - Mark Arnold, amerykański aktor
  - Jean-François Jalkh, francuski samorządowiec, polityk
  - Marinho, brazylijski piłkarz (zm. 2020)
  - Janusz Skowron, polski pianista jazzowy, kompozytor (zm. 2019)
  - Lars Sponheim, norweski polityk
- 1958:
  - Mitch Albom, amerykański dziennikarz i komentator sportowy
  - Drew Carey, amerykański aktor, komik
  - Les O’Connell, nowozelandzki wioślarz
  - Thomas Reiter, niemiecki pułkownik lotnictwa, astronauta
- 1959:
  - Héctor Herrera, kubański lekkoatleta, sprinter i średniodystansowiec
  - Oleg Łogwin, białoruski kolarz szosowy
  - Andrzej Marciniak, polski himalaista (zm. 2009)
  - Andrzej Piskulak, polski dziennikarz, prozaik, poeta
  - Alaksandr Smalanczuk, białoruski historyk, wykładowca akademicki
  - Elżbieta Szulc, polska lekkoatletka, płotkarka
- 1960:
  - Linden Ashby, amerykański aktor
  - Walerija Pride, rosyjska socjolog, futurolog
  - Krzysztof Rutkowski, polski piosenkarz (zm. 2017)
- 1961:
  - Daniele Massaro, włoski piłkarz
  - Fodil Megharia, algierski piłkarz
  - Milena Strnadová, czeska lekkoatletka, sprinterka i biegaczka średniodystansowa
  - Joanna Trąbska, polska geolog, archeolog, wykładowczyni akademicka
- 1962:
  - José Avelino Bettencourt, kanadyjski duchowny katolicki, arcybiskup, nuncjusz apostolski
  - Marek Moszczyński, polski przedsiębiorca, polityk, poseł na Sejm RP
  - Igor Nowikow, ukraińsko-amerykański szachista
  - Grzegorz Sztolcman, polski lekarz, polityk, poseł na Sejm RP
- 1963:
  - Władysław Adamski, polski polityk, poseł na Sejm RP
  - Luciano Bruno, włoski bokser
  - Dariusz Kosedowski, polski bokser
  - Anna Salińska, polska lekkoatletka, kulomiotka
- 1964:
  - Staci Greason, amerykańska aktorka
  - Roman Matoušek, czeski żużlowiec (zm. 2020)
  - Ruth Metzler-Arnold, szwajcarska polityk
  - Robert Mordak, polski architekt, polityk, poseł na Sejm RP
- 1965:
  - Jon Inge Kjørum, norweski skoczek narciarski
  - János Martinek, węgierski pięcioboista nowoczesny
  - Melissa McBride, amerykańska aktorka
  - Manuel Sanchis, hiszpański piłkarz
  - Tom Tykwer, niemiecki reżyser i scenarzysta filmowy
  - Dariusz Wieczorek, polski samorządowiec, polityk, poseł na Sejm RP
  - Kappei Yamaguchi, japoński aktor
- 1966:
  - Árni Páll Árnason, islandzki polityk
  - H. Jon Benjamin, amerykański aktor
  - Małgorzata Okońska-Zaremba, polska prawnik, polityk, poseł na Sejm RP
  - Marek Wikiński, polski ekonomista, polityk, poseł na Sejm RP
- 1967:
  - Luis Roberto Alves, meksykański piłkarz pochodzenia brazylijskiego
  - Roberto Caruso, włoski kolarz szosowy
  - Anna Ibrisagic, szwedzka polityk, eurodeputowana
  - Carlos Mercenario, meksykański lekkoatleta, chodziarz
  - Ewa Minge, polska projektantka mody
  - Craig Monk, nowozelandzki żeglarz sportowy
  - Wotan Wilke Möhring, niemiecki aktor, muzyk, model
  - Phil Selway, brytyjski perkusista, członek zespołu Radiohead
  - Marek Tombarkiewicz, polski lekarz, urzędnik państwowy
  - Xu Demei, chińska lekkoatletka, oszczepniczka
  - Beat Wabel, szwajcarski kolarz przełajowy, górski i szosowy
- 1968:
  - Bożena Gancarz, polska pływaczka
  - Hernán Medford, kostarykański piłkarz, trener
  - Guinevere Turner, amerykańska aktorka, reżyserka i scenarzystka filmowa
- 1969:
  - Laurent Aïello, francuski kierowca wyścigowy
  - Cathy Féchoz, francuska narciarka dowolna
  - Hanin Zubi, izraelska polityk pochodzenia arabskiego
- 1970:
  - Jigal Amir, izraelski ekstremista, zamachowiec
  - Ołeksandr Buriak, ukraiński bankowiec, polityk
  - Matt Flynn, amerykański perkusista, członek zespołu Maroon 5
  - Billy Hamill, amerykański żużlowiec
  - Philip Holiday, południowoafrykański bokser
  - Piotr Kozieradzki, polski perkusista, muzyk sesyjny, producent muzyczny, inżynier dźwięku
  - Daniele Pecci, włoski aktor
  - Wojciech Skibicki, polski duchowny katolicki, biskup pomocniczy elbląski
- 1971:
  - Sławomir Dębski, polski historyk, politolog, analityk
  - Fillemon Kanalelo, namibijski piłkarz, bramkarz
  - George Osborne, brytyjski polityk
  - Pawło Szeremeta, ukraiński ekonomista, nauczyciel akademicki, polityk
  - Rytis Vaišvila, litewski koszykarz, trener
- 1972:
  - Rubens Barrichello, brazylijski kierowca wyścigowy
  - Michael Bezold, niemiecki tenisista
  - Ronnie Blake, amerykański klawiszowiec, członek zespołów Big Bad Voodoo Daddy i Green Day
  - Max Brooks, amerykański pisarz science fiction, aktor, scenarzysta filmowy
  - Capone, brazylijski piłkarz
  - Sebastián Cordero, ekwadorski reżyser, scenarzysta i producent filmowy
  - Isabelle Fijalkowski, francuska koszykarka pochodzenia polskiego
  - Marco van Hoogdalem, holenderski piłkarz
  - Michał Kwapisz, polski basista, członek zespołu Lombard
  - Alexandre-Ferdinand Nguendet, środkowoafrykański polityk, p.o. prezydenta Republiki Środkowoafrykańskiej
  - Nadja Uhl, niemiecka aktorka
  - Kevin Ullyett, zimbabwejski tenisista
  - Tyrice Walker, amerykański koszykarz
- 1973:
  - Giampaolo Cheula, włoski kolarz szosowy
  - Angelina Jensen, duńska curlerka
  - Maxwell, amerykański piosenkarz, autor tekstów, producent muzyczny
  - Livia Millhagen, szwedzka aktorka
  - Bartosz Wielgosz, polski klawiszowiec, kompozytor, członek zespołu Ha-Dwa-O!
- 1974:
  - Giovani Arana, boliwijski duchowny katolicki, biskup pomocniczy El Alto
  - Ben Hindle, kanadyjski bobsleista
  - Matt Hindle, kanadyjski bobsleista
  - Goran Jagodnik, słoweński koszykarz
  - Jewel, amerykańska piosenkarka, gitarzystka, autorka tekstów, aktorka, poetka, pisarka
  - Marta Kielczyk, polska dziennikarka, prezenterka radiowa i telewizyjna
  - Mónica Naranjo, hiszpańska piosenkarka
  - Manuela Schwesig, niemiecka polityk
- 1975:
  - Francesc Arnau, hiszpański piłkarz, bramkarz (zm. 2021)
  - Enkeleid Dobi, albański piłkarz, trener
  - Iwona Dzięcioł-Marcinkiewicz, polska łuczniczka
  - LaMonica Garrett, amerykański koszykarz, aktor
  - Alessia Mosca, włoska politolog, polityk, eurodeputowana
  - Darren Styles, brytyjski piosenkarz, didżej, producent muzyczny
- 1976:
  - Agnieszka Chylińska, polska piosenkarka, autorka tekstów
  - Stephen Glass, szkocki piłkarz
  - Agata Pruchniewska, polska aktorka
  - Ricardinho, brazylijski piłkarz, trener
  - Sinha, meksykański piłkarz pochodzenia brazylijskiego
- 1977:
  - Anna Alliquander, węgierska wioślarka
  - Luca Attanasio, włoski dyplomata, polityk, ambasador (zm. 2021)
  - Karin Huttary, austriacka narciarka dowolna
  - Ilja Kulik, rosyjski łyżwiarz figurowy
  - Michał Miśkiewicz, polski perkusista jazzowy
  - Ekaterine Tkeszelaszwili, gruzińska polityk
- 1978:
  - Gerardo Galindo, meksykański piłkarz
  - Hideaki Kitajima, japoński piłkarz
  - Przemysław Mazur, polski pilot rajdowy
  - Otrjadyn Gündegmaa, mongolska strzelczyni sportowa
  - Florian Raudaschl, austriacki żeglarz sportowy
  - Scott Raynor, amerykański perkusista, członek zespołu Blink-182
  - Anna Tarwacka, polska prawnik, profesor nauk społecznych
- 1979:
  - Brooke Ballachey, amerykańska narciarka dowolna
  - Vaida Pacauskienė, litewska koszykarka
  - Rasual Butler, amerykański koszykarz (zm. 2018)
  - Sawas Karipidis, grecki piłkarz ręczny
  - Ersen Martin, turecki piłkarz (zm. 2024)
  - Aleksandr Miedwiediew, rosyjski hokeista
- 1980:
  - Marcin Cabaj, polski piłkarz, bramkarz
  - D.J. Cotrona, amerykański aktor pochodzenia włosko-polskiego
  - Richmond Forson, togijski piłkarz
  - Lane Garrison, amerykański aktor
  - Teofanis Gekas, grecki piłkarz
  - Adam Hofman, polski polityk, poseł na Sejm RP
  - Agapit (Humeniuk), ukraiński biskup prawosławny
  - Aleksander Kudriawcew, białoruski koszykarz
  - Nicolas Mas, francuski rugbysta
- 1981:
  - Jin Long, chiński snookerzysta
  - Sergio Mendoza, honduraski piłkarz
  - Simphiwe Mpungose, południowoafrykańska zapaśniczka
  - Katarzyna Pisarska, polska politolog, działaczka społeczna, wykładowczyni akademicka
- 1982:
  - Andrej Baszko, białoruski hokeista
  - Mia Buric, niemiecka tenisistka pochodzenia chorwackiego
  - Pelin Çelik, turecka siatkarka
  - Ali Diab, syryjski piłkarz
  - Malene Mortensen, duńska piosenkarka
  - Tristan Prettyman, amerykańska piosenkarka, modelka
  - Adil Shamasdin, kanadyjski tenisista pochodzenia kenijskiego
  - Endrit Vrapi, albański piłkarz
- 1983:
  - Franck Béria, francuski piłkarz
  - Kevin Stuhr Ellegaard, duński piłkarz, bramkarz
  - Przemysław Kania, polski aktor, pedagog
  - Anucha Kitpongsri, tajski piłkarz
  - Luo Wei, chińska taekwondzistka
  - Curtis McElhinney, kanadyjski hokeista
  - Rafael Moura, brazylijski piłkarz
  - Silvio Proto, belgijski piłkarz, bramkarz
  - Heidi Range, brytyjska wokalistka, członkini zespołów Atomic Kitten i Sugababes
  - Ante Tomić, chorwacki piłkarz
- 1984:
  - Hugo Almeida, portugalski piłkarz
  - Ushan Çakır, turecki aktor
  - Hannu Patronen, fiński piłkarz
- 1985:
  - Sekou Cissé, iworyjski piłkarz
  - Sebastián Fernández, urugwajski piłkarz
  - Paul Garred, brytyjski perkusista, członek zespołu The Kooks
  - Peter John Ramos, portorykański koszykarz
  - Wim Stroetinga, holenderski kolarz szosowy i torowy
- 1986:
  - Matthew Crampton, brytyjski kolarz torowy
  - Rita Liliom, węgierska siatkarka
  - Alice Mills, australijska pływaczka
  - Alex Renfroe, amerykański koszykarz
  - Carlos Suárez, hiszpański koszykarz
- 1987:
  - Mohamed Ahmed Bashir, sudański piłkarz
  - Ismail Ahmed Kader Hassan, dżibutyjski piłkarz
  - Piotr Kula, polski żeglarz sportowy
  - Grzegorz Kuświk, polski piłkarz
  - Krzysztof Mączyński, polski piłkarz
  - Richard Schmidt, niemiecki wioślarz
  - Bray Wyatt, amerykański wrestler (zm. 2023)
- 1988:
  - Lorenzo De Silvestri, włoski piłkarz
  - Courtney Fortson, amerykański koszykarz
  - Iain Jensen, australijski żeglarz sportowy
  - Irena Matović, czarnogórska koszykarka
  - Angelo Ogbonna, włoski piłkarz pochodzenia nigeryjskiego
  - Magdalena Soter, polska siatkarka
- 1989:
  - Patrick Hougaard, duński żużlowiec
  - Agnieszka Kaczmarczyk, polska koszykarka
  - Ezequiel Schelotto, włoski piłkarz pochodzenia argentyńskiego
  - Jeffery Taylor, amerykańsko-szwedzki koszykarz
  - Mario Vrančić, bośniacki piłkarz
- 1990:
  - Judith Blansjaar, holenderska siatkarka
  - Daniel Evans, brytyjski tenisista
  - Kelly Jonker, holenderska hokeistka na trawie
  - Kristína Kučová, słowacka tenisistka
  - Pawbeats, polski muzyk, kompozytor
  - Nicolas Rossard, francuski siatkarz
  - Oliver Venno, estoński siatkarz
- 1991:
  - Mirosław Kirow, bułgarski zapaśnik
  - Sam Masters, australijski żużlowiec
  - Lena Meyer-Landrut, niemiecka piosenkarka
  - Suguru Ōsako, japoński lekkoatleta, sprinter
  - César Pinares, chilijski piłkarz
  - Marko Šćepović, serbski piłkarz
  - Priscilla Tommy, vanuacka tenisistka stołowa
  - Michael Weiss, amerykański pływak
- 1992:
  - Rashad Madden, amerykański koszykarz
  - Asenate Manoa, tuvalska lekkoatletka, sprinterka
  - Kazbiek Zankiszyjew, rosyjski judoka (zm. 2024)
- 1993:
  - Sargis Adamian, ormiański piłkarz
  - Yuliana Lizarazo, kolumbijska tenisistka
  - Dawid Podsiadło, polski wokalista, autor tekstów, członek zespołu Curly Heads
- 1994:
  - Dhurgham Ismail, iracki piłkarz
  - Esa Lindell, fiński hokeista
  - Kate Liu, amerykańska pianistka pochodzenia chińskiego
  - Randal Oto’o, gaboński piłkarz
  - Krystal Rivers, amerykańska siatkarka
  - Yun Sung-bin, południowokoreański skeletonista
- 1995:
  - Colton McCrystal, amerykański zapaśnik
  - Lorenzo Rota, włoski kolarz szosowy
- 1996:
  - Răzvan Marin, rumuński piłkarz
  - Julia Piotrowska, polska siatkarka
  - Katharina Schmid, niemiecka skoczkini narciarska
  - Çağlar Söyüncü, turecki piłkarz
- 1997:
  - Johannes Dale, norweski biathlonista
  - Joe Gomez, angielski piłkarz pochodzenia gambijskiego
  - Alina Reh, niemiecka lekkoatletka, biegaczka średnio- i długodystansowa
- 1998:
  - Sérgio Sette Câmara, brazylijski kierowca wyścigowy
  - Salwa Eid Naser, bahrajńska lekkoatletka, sprinterka
- 1999: 
  - James Charles, amerykański youtuber, wizażysta, model
  - Aleksandre Mamukelaszwili, gruziński koszykarz
  - Fumika Segawa, japońska skoczkini narciarska
  - Blanka Stajkow, polska piosenkarka, fotomodelka
  - Natnael Tesfatsion, erytrejski kolarz szosowy
  - Eliza Wróblewska, polska judoczka
- 2000:
  - Felipe Drugovich, brazylijski kierowca wyścigowy
  - Jaxson Hayes, amerykański koszykarz
  - Israel Reyes, meksykański piłkarz
- 2001:
  - Ozziel Herrera, meksykański piłkarz
  - Brennan Johnson, angielski piłkarz
  - Haley Jones, amerykańska koszykarka
  - Julia Płowy, polska saneczkarka
  - Aleksandr Selevko, estoński łyżwiarz figurowy pochodzenia ukraińskiego
  - Katarzyna Szperkiewicz, polska kajakarka
  - Marlon Yant Herrera, kubański siatkarz
- 2002:
  - José Caicedo, kolumbijski piłkarz
  - Leonardo Zabala, boliwijski piłkarz
- 2003 – Alicja Dobrołęcka, polska gimnastyczka artystyczna
- 2004 – Miska Ylitolva, fiński piłkarz
- 2005:
  - Alexandra Eala, filipińska tenisistka
  - Wiktor Przyjemski, polski żużlowiec
  - Damian Ratajczak, polski żużlowiec

## Zmarli
- 230 – Urban I, papież, święty (ur. ?)
- 962 – Wibert z Gembloux, benedyktyn, święty (ur. przed 900)
- 1125 – Henryk V Salicki, cesarz rzymsko-niemiecki (ur. 1081)
- 1304 – Jehannot de l’Escurel, francuski truwer (ur. ?)
- 1336 – Wacław, książę płocki (ur. ok. 1293)
- 1410 – Przemysław I Noszak, książę cieszyński (ur. 1332–36)
- 1498 – Girolamo Savonarola, włoski dominikanin, reformator religijno-polityczny (ur. 1452)
- 1511 – Andrzej Szamotulski, polski szlachcic, polityk (ur. ?)
- 1520 – Jan Lubrański, polski duchowny katolicki, biskup poznański (ur. 1456)
- 1523 – Yoshitane Ashikaga, japoński siogun (ur. 1466)
- 1524 – Isma’il I, szach Persji (ur. 1487)
- 1541 – Urbanus Rhegius, niemiecki teolog protestancki, działacz reformacyjny (ur. 1489)
- 1553 – Francesco Donato, doża Wenecji (ur. ok. 1468)
- 1560 – Andrzej Zebrzydowski, polski duchowny katolicki, biskup krakowski (ur. 1496)
- 1585:
  - Nikolaus Lassota von Steblau, kanclerz księstwa opolsko-raciborskiego (ur. ok. 1510)
  - Günther Waldeck-Wildungen, niemiecki arystokrata (ur. 1557)
- 1591 – John Blitheman(inne języki), angielski kompozytor, organista (ur. ok. 1525)
- 1606 – Agostino Valier, włoski duchowny katolicki, biskup Werony, kardynał (ur. 1531)
- 1670 – Ferdynand II Medyceusz, wielki książę Toskanii (ur. 1610)
- 1691 – Adrien Auzout, francuski astronom (ur. 1622)
- 1701:
  - William Kidd, angielski pirat (ur. 1645)
  - Anne Hilarion de Tourville, francuski admirał, marszałek Francji (ur. 1642)
- 1703 – Jan Władysław Poczobut-Odlanicki, polski szlachcic, polityk, pamiętnikarz (ur. 1640)
- 1704 – Karl Dankwart, szwedzki malarz (ur. ?)
- 1753 – Franciszka Urszula Radziwiłłowa, polska księżna, dramatopisarka, poetka (ur. 1705)
- 1764 – Jan Chrzciciel de Rossi, włoski duchowny katolicki, święty (ur. 1698)
- 1771 – Kajetan Michał Sapieha, polski szlachcic, polityk, wojskowy, marszałek połocki konfederacji barskiej (ur. 1749)
- 1776 – Julie de Lespinasse, francuska pisarka (ur. 1732)
- 1786 – Maurycy Beniowski, polski podróżnik, żołnierz, awanturnik, autor pamiętników (ur. 1746)
- 1790 – Władysław Roch Gurowski, polski polityk, wojskowy, marszałek wielki litewski, marszałek nadworny litewski, pisarz wielki koronny, szambelan królewski (ur. ok. 1715)
- 1801 – Johann Heinrich von Carmer, pruski prawnik, wielki kanclerz (ur. 1720)
- 1802 – Ercole Del Rio, włoski szachista (ur. 1723 lub 26)
- 1807 – Andrzej Wapiński, polski kupiec, burmistrz Jarosławia (ur. 1750)
- 1812 – Louis Dutens, francuski pisarz (ur. 1730)
- 1813 – Geraud Duroc, francuski generał (ur. 1772)
- 1825 – Gugsa z Jedżu, ras Begiemdyru, regent Etiopii (ur. ?)
- 1841 – Franz von Baader, niemiecki filozof, wykładowca akademicki (ur. 1765)
- 1842 – José de Espronceda, hiszpański poeta, dramaturg (ur. 1808)
- 1865:
  - Stanisław Brzóska, polski duchowny katolicki, generał, naczelny kapelan wojsk w powstaniu styczniowym (ur. 1832)
  - Aron Serdyner, polski działacz społeczny, filantrop pochodzenia żydowskiego (ur. ?)
  - Franciszek Wilczyński, polski porucznik w powstaniu warszawskim (ur. 1842)
- 1869 – Apollo Korzeniowski, polski poeta, prozaik, dramaturg (ur. 1820)
- 1871 – Jarosław Dąbrowski, polski działacz niepodległościowy, generał wojsk Komuny Paryskiej (ur. 1836)
- 1883 – Cyprian Kamil Norwid, polski poeta, prozaik, dramatopisarz, eseista, grafik, rzeźbiarz, malarz, filozof (ur. 1821)
- 1886 – Leopold von Ranke, niemiecki historyk, wykładowca akademicki (ur. 1795)
- 1890 – Louis Artan, belgijski malarz (ur. 1837)
- 1893:
  - Edmund Różycki, polski generał, uczestnik powstania styczniowego (ur. 1827)
  - Anton von Schmerling, austriacki prawnik, polityk, premier Austrii (ur. 1805)
- 1894 – Brian Houghton Hodgson, brytyjski przyrodnik, etnolog, urzędnik państwowy (ur. 1800)
- 1895 – Franz Ernst Neumann, niemiecki fizyk, matematyk, krystalograf, wykładowca akademicki (ur. 1798)
- 1896 – José Asunción Silva, kolumbijski poeta (ur. 1865)
- 1898 – Bogumił Aspis, polski poeta, dramatopisarz, publicysta (ur. 1842)
- 1899 – Mitrofan (Niewski), rosyjski biskup prawosławny (ur. ok. 1840)
- 1900 – Władysław Łuszczkiewicz, polski malarz, pedagog, historyk sztuki, muzeolog, konserwator zabytków (ur. 1828)
- 1905:
  - Paul Dubois, francuski malarz, rzeźbiarz (ur. 1829)
  - Iwan Kalajew, rosyjski eserowiec, zamachowiec (ur. 1877)
- 1906 – Henrik Ibsen, norweski dramaturg (ur. 1828)
- 1908 – François Coppée, francuski poeta, dramaturg (ur. 1842)
- 1912 – Julian Wałdowski, polski malarz (ur. 1854)
- 1913 – Alfred Hugh Harman, brytyjski fotograf (ur. 1841)
- 1915:
  - Tadeusz Dąbrowski, polski działacz niepodległościowy, podporucznik Legionów Polskich (ur. 1894)
  - Pierre-Émile Martin, francuski inżynier górnictwa, metalurg (ur. 1824)
- 1916 – Alojzy Bunsch, polski rzeźbiarz, pedagog (ur. 1859)
- 1917:
  - Ranavalona III, ostatnia królowa Madagaskaru (ur. 1861)
  - Stanisław Srokowski, polski prawnik, podporucznik kawalerii w armii austro-węgierskiej (ur. 1888)
- 1919 – Józef Światopełk-Zawadzki, polski prawnik, polityk, kierownik resortu sprawiedliwości (ur. 1859)
- 1920:
  - Svetozar Boroević von Bojna, austro-węgierski feldmarszałek pochodzenia chorwackiego (ur. 1856)
  - Janusz Olszamowski, polski porucznik kawalerii (ur. 1887)
  - Heorhij Narbut, ukraiński grafik, ilustrator (ur. 1886)
  - Czesław Twardowski, polski podchorąży (ur. 1898)
- 1921 – August Nilsson, szwedzki przeciągacz liny (ur. 1872)
- 1922 – Robert Franklin Sutherland, kanadyjski polityk (ur. 1859)
- 1923 – Otto Bahr Halvorsen, norweski polityk, premier Norwegii (ur. 1872)
- 1924 – Leopold Fleischmann, polski urzędnik bankowy, działacz społeczny pochodzenia węgierskiego (ur. 1876)
- 1926 – Hans Koessler, niemiecki kompozytor, pedagog (ur. 1853)
- 1929:
  - Rezső Bálint, węgierski internista, neurolog, wykładowca akademicki (ur. 1874)
  - Arthur Johnson, irlandzki piłkarz, trener (ur. 1879)
- 1931:
  - Luigi Arcangeli, włoski kierowca i motocyklista wyścigowy (ur. 1894)
  - Frank Wigglesworth Clarke, amerykański chemik, geolog, wykładowca akademicki (ur. 1847)
- 1932:
  - August Adolf Cieszkowski, polski ziemianin, mecenas nauki, polityk, senator RP (ur. 1861)
  - Henri James Simon, niemiecki przedsiębiorca, kolekcjoner i mecenas sztuki, filantrop (ur. 1851)
- 1933:
  - Johan Richard Danielson-Kalmari, fiński historyk, wykładowca akademicki, polityk (ur. 1853)
  - Serhij Diadiusza, ukraiński generał porucznik (ur. 1870)
  - José María Vargas Vila, kolumbijski pisarz (ur. 1860)
- 1934:
  - Jurgis Arnašius, litewski dziennikarz, poeta, polityk, działacz narodowego ruchu litewskiego w Prusach Wschodnich (ur. 1872)
  - Clyde Barrow, amerykański przestępca (ur. 1909)
  - Juliusz Bielszowski, polski fabrykant pochodzenia żydowskiego (ur. 1850)
  - Zdenka Braunerová, czeska graficzka, ilustratorka, malarka (ur. 1858)
  - Bonnie Parker, amerykańska przestępczyni (ur. 1910)
- 1935:
  - Julian Flatau, polski chemik, farmaceuta, wykładowca akademicki (ur. 1870)
  - Constantin Sărățeanu, rumuński prawnik, sędzia, polityk (ur. 1862)
- 1936:
  - Henri de Régnier, francuski poeta, prozaik (ur. 1864)
  - Adolf Seefeldt, niemiecki seryjny morderca (ur. 1870)
- 1937:
  - Konstantin Pszenicyn, radziecki polityk (ur. 1892)
  - John D. Rockefeller, amerykański przemysłowiec (ur. 1839)
  - Ignacy Wawszczak, polski porucznik, baloniarz (ur. 1898)
- 1938:
  - Jewhen Konowalec, ukraiński pułkownik, polityk nacjonalistyczny (ur. 1891)
  - Czesław Mystkowski, polski malarz (ur. 1898)
  - Jan Nowina-Przybylski, polski reżyser filmowy (ur. 1902 lub 04)
  - Anatolij Riabow, erzjański nauczyciel, językoznawca (ur. 1894)
- 1939:
  - Kazimierz Bielski, polski inżynier technolog, wykładowca akademicki (ur. 1860)
  - Halina Doree, polska aktorka (ur. 1907)
  - Rudolf Fick, niemiecki anatom, patolog, wykładowca akademicki (ur. 1866)
- 1940:
  - Gaston Hervé Gustave Billotte, francuski generał (ur. 1875)
  - Piero Toscani, włoski bokser (ur. 1904)
- 1941:
  - John Philip Hill, amerykański polityk (ur. 1879)
  - Slavko Osterc, słoweński kompozytor (ur. 1895)
- 1942:
  - Henrik Agersborg, norweski żeglarz sportowy (ur. 1872)
  - Charles Robert Ashbee, brytyjski architekt (ur. 1863)
  - Georges Politzer, francuski filozof, komunista, działacz francuskiego ruchu oporu pochodzenia żydowskiego (ur. 1903)
  - Bronisław Szwarc, polski lekkoatleta, średniodystansowiec, działacz sportowy i niepodległościowy (ur. 1905)
- 1943:
  - Milutin Ivković, jugosłowiański piłkarz (ur. 1906)
  - Marian Kiniorski, polski polityk, senator RP (ur. 1868)
  - Franciszek Pauliński, polski duchowny katolicki, pallotyn (ur. 1901)
  - Adolf Urban, niemiecki piłkarz (ur. 1914)
- 1944 – Thomas Curtis, amerykański lekkoatleta, płotkarz (ur. 1873)
- 1945:
  - Hans-Georg von Friedeburg, niemiecki admirał (ur. 1895)
  - Heinrich Himmler, niemiecki polityk, działacz nazistowski, minister spraw wewnętrznych (ur. 1900)
- 1946:
  - Józef Czaki, polski lekarz, chirurg, działacz społeczny i polityczny, kolekcjoner (ur. 1857)
  - Martynas Jankus, litewski działacz narodowy, publicysta, wydawca (ur. 1858)
  - Kanstancin Jezawitau, białoruski wojskowy, wydawca, publicysta, prozaik, poeta, działacz oświatowy i narodowo-społeczny (ur. 1893)
- 1947 – Charles Ferdinand Ramuz, szwajcarski pisarz (ur. 1878)
- 1948:
  - Ludwik Broekere, polski pianista, dyrygent, pedagog (ur. 1867)
  - Maria Kujawska, polska lekarka, polityk (ur. 1893)
  - Zygmunt Platowski, polski generał (ur. 1882)
- 1950:
  - Stanislav Broj, czeski polityk ludowy (ur. 1901)
  - Paul Spiecker, niemiecki funkcjonariusz nazistowski, zbrodniarz wojenny (ur. 1905)
  - Fred Warngård, szwedzki lekkoatleta, młociarz (ur. 1907)
- 1951 – Emil Kapaun, amerykański duchowny katolicki, kapelan wojskowy, Sługa Boży pochodzenia czeskiego (ur. 1916)
- 1952 – Wilhelm Haase, niemiecki funkcjonariusz i zbrodniarz nazistowski (ur. 1906)
- 1955 – Roy E. Ayers, amerykański prawnik, polityk (ur. 1882)
- 1956 – Gustav Suits, estoński poeta (ur. 1883)
- 1957 – Henryk Pachoński, polski historyk, nauczyciel, działacz niepodległościowy (ur. 1878)
- 1960:
  - Julius Buckler, niemiecki pilot wojskowy, as myśliwski (ur. 1894)
  - Georges Claude, francuski fizyk, wynalazca (ur. 1870)
- 1961 – Adela Pankhurst, brytyjsko-australijska sufrażystka, działaczka komunistyczna i nacjonalistyczna (ur. 1885)
- 1962 – Peter Göring, wschodnioniemiecki żołnierz wojsk granicznych (ur. 1940)
- 1963:
  - Eddy Howard, amerykański piosenkarz (ur. 1914)
  - August Jakobson, estoński pisarz, działacz komunistyczny (ur. 1904)
- 1965 – Honoré Wagner, luksemburski kierowca wyścigowy (ur. 1921)
- 1966 – Demchugdongrub, mongolski polityk, działacz niepodległościowy (ur. 1902)
- 1967 – Mikołaj Demidow, białoruski generał major, działacz narodowy, oświatowy, społeczny i kulturalny (ur. 1888)
- 1968 – Xiong Shili, chiński filozof neokonfucjański (ur. 1885)
- 1969 – Jimmy McHugh, amerykański kompozytor (ur. 1894)
- 1970:
  - Hans Streuli, szwajcarski polityk, prezydent Szwajcarii (ur. 1892)
  - William Warner, amerykański antropolog społeczny, socjolog (ur. 1898)
- 1971:
  - Josip Pupačić, chorwacki poeta (ur. 1928)
  - (data zaginięcia) Lew Welch, amerykański poeta, prozaik (ur. 1926)
- 1972 – Eugeniusz Pławski, polski komandor, dowódca krążowników i niszczycieli, pilot wojskowy (ur. 1895)
- 1973 – Maria Crocifissa Gargani, włoska zakonnica, założycielka Apostołek Najświętszego Serca, błogosławiona (ur. 1892)
- 1974 – Władysław Wągiel, polski prozaik, poeta, działacz społeczny (ur. 1923)
- 1975 – Roman Rostowski, polski prawnik i zarządca w koloniach brytyjskich (ur. 1917)
- 1976:
  - Gustave Bertrand, francuski generał, kryptolog (ur. 1896)
  - Janusz Meuszyński, polski archeolog, asyrolog (ur. 1946)
  - Antoni Uniechowski, polski malarz, grafik, rysownik, ilustrator, scenograf (ur. 1903)
- 1977 – Wiktor Osiecki, polski pianista, kompozytor (ur. 1905)
- 1978:
  - Stanisław Bieniek, polski polityk, działacz spółdzielczy (ur. 1901)
  - Bertram Blank, niemiecki polityk (ur. 1930)
  - Johan Mastenbroek, holenderski trener piłkarski (ur. 1902)
  - Kurt Peters, austriacki chemik (ur. 1897)
  - Birger Sörvik, szwedzki gimnastyk (ur. 1879)
- 1979:
  - Romualdas Murauskas, litewski bokser (ur. 1934)
  - Paweł Nowacki, polski automatyk, elektrotechnik, wykładowca akademicki (ur. 1905)
- 1980 – Jens Enevoldsen, duński szachista, sędzia szachowy (ur. 1907)
- 1981:
  - Laura Allende Gossens, chilijska polityk (ur. 1911)
  - Mieczysław Piszczkowski, polski historyk literatury (ur. 1901)
- 1982 – Louis Gérardin, francuski kolarz szosowy i torowy (ur. 1912)
- 1983 – George Bruns, amerykański kompozytor, dyrygent (ur. 1914)
- 1986:
  - Sterling Hayden, amerykański aktor, pisarz (ur. 1916)
  - Paweł Siwek, polski jezuita, filozof, tłumacz (ur. 1893)
  - Altiero Spinelli, włoski polityk (ur. 1907)
  - Mowlid Wisaitow, radziecki podpułkownik (ur. 1914)
- 1989:
  - Jerzy Bossak, polski reżyser filmów dokumentalnych, pedagog (ur. 1910)
  - Ursula Knab, niemiecka lekkoatletka, sprinterka (ur. 1929)
  - Gieorgij Towstogonow, radziecki reżyser teatralny (ur. 1915)
- 1990:
  - Wanda Ostrowska, polska pszczelarka, doktor nauk rolniczych, wykładowczyni akademicka (ur. 1924)
  - Ted Tinling, brytyjski tenisista, działacz sportowy (ur. 1910)
- 1991 – Wilhelm Kempff, niemiecki pianista, kompozytor (ur. 1895)
- 1992 – Giovanni Falcone, włoski sędzia śledczy (ur. 1939)
- 1993:
  - Luigi Brunella, włoski piłkarz, trener (ur. 1914)
  - Tibor Cseres, węgierski pisarz (ur. 1915)
  - Wieniamin Dymszyc, radziecki polityk pochodzenia żydowskiego (ur. 1910)
  - Tadeusz Kurek, polski dziennikarz i reżyser telewizyjny (ur. 1928)
  - Ryszard Kwiatkowski, polski kompozytor, pedagog (ur. 1931)
- 1994:
  - Olav H. Hauge, norweski poeta (ur. 1908)
  - Joe Pass, amerykański gitarzysta jazzowy (ur. 1929)
- 1995 – Gawriił Kaczalin, rosyjski piłkarz, trener (ur. 1911)
- 1996:
  - Sim Iness, amerykański lekkoatleta, dyskobol (ur. 1930)
  - Uładzimir Karwat, białoruski podpułkownik pilot (ur. 1958)
  - Bernhard Klodt, niemiecki piłkarz (ur. 1926)
- 1998 – Tony Halik, polski podróżnik, dziennikarz, pisarz, operator filmowy, fotograf (ur. 1921)
- 1999:
  - Owen Hart, kanadyjski wrestler (ur. 1965)
  - Władysław Kupiec, polski prawnik, sędzia, polityk, poseł na Sejm PRL (ur. 1927)
  - Jerônimo Mazzarotto, brazylijski duchowny katolicki, biskup pomocniczy Kurytyby (ur. 1898)
- 2000 – Johannes Irmscher, niemiecki historyk, bizantynolog (ur. 1920)
- 2001 – Witalij Szczerbakow, ukraiński piłkarz pochodzenia rosyjskiego (ur. 1935)
- 2002:
  - Umberto Bindi, włoski piosenkarz, kompozytor (ur. 1932)
  - Marian Garlicki, polski generał brygady (ur. 1908)
  - Władimir Suchaczow, radziecki pułkownik lotnictwa (ur. 1923)
- 2003 – Michael Pössinger, niemiecki żołnierz, bobsleista (ur. 1919)
- 2005:
  - Sigfrido Gràcia, hiszpański piłkarz (ur. 1932)
  - Tetsuya Ishida, japoński malarz (ur. 1973)
  - Ömyrzak Sułtangazin, kazachski matematyk (ur. 1936)
- 2006:
  - Nasir Al-Hatam, iracki tenisista (ur. 1978)
  - Lloyd Bentsen, amerykański prawnik, ekonomista, polityk (ur. 1921)
  - Frits Bernard, holenderski psycholog, seksuolog (ur. 1920)
  - Seweryn Dalecki, polski aktor (ur. 1913)
  - Kazimierz Górski, polski piłkarz, trener, prezes PZPN (ur. 1921)
  - Hussain Rasheed, iracki tenisista (ur. 1971)
- 2007:
  - Kei Kumai, japoński reżyser, scenarzysta i producent filmowy (ur. 1930)
  - Tron Øgrim(inne języki), norweski pisarz, dziennikarz, polityk (ur. 1947)
- 2008:
  - Cornell Capa, amerykański fotoreporter pochodzenia węgierskiego (ur. 1918)
  - Heinrich Kwiatkowski, niemiecki piłkarz, bramkarz (ur. 1926)
- 2009:
  - Jacek Nieżychowski, polski aktor, artysta kabaretowy, dziennikarz (ur. 1924)
  - Tadeusz Pyka, polski ekonomista, polityk, poseł na Sejm PRL, wicepremier (ur. 1930)
  - Roh Moo-hyun, południowokoreański polityk, prezydent Korei Południowej (ur. 1946)
  - Barbara Rudnik, niemiecka aktorka (ur. 1958)
- 2011:
  - Claude Bourquard, francuski szpadzista (ur. 1937)
  - Ivar Eidefjäll, szwedzki piłkarz (ur. 1921)
  - Michele Fawdon, australijska aktorka (ur. 1947)
  - Peter Frelinghuysen, amerykański polityk (ur. 1916)
  - Karel Otčenášek, czeski duchowny katolicki, arcybiskup kralowohradecki (ur. 1920)
  - Xavier Tondó, hiszpański kolarz szosowy (ur. 1978)
- 2012 – Borys Woznycki, ukraiński historyk sztuki (ur. 1926)
- 2013:
  - Georges Moustaki, francuski piosenkarz, kompozytor (ur. 1934)
  - Jadwiga Pietraszkiewicz, polska śpiewaczka operowa (sopran) (ur. 1919)
  - Flynn Robinson, amerykański koszykarz (ur. 1941)
- 2014:
  - Joel Camargo, brazylijski piłkarz (ur. 1946)
  - Mona Freeman, amerykańska aktorka (ur. 1926)
  - Elliot Rodger, amerykański masowy morderca (ur. 1991)
  - Dragoljub Velimirović, serbski szachista (ur. 1942)
- 2015:
  - Anne Meara, amerykańska aktorka (ur. 1929)
  - John Forbes Nash, amerykański matematyk, ekonomista, laureat Nagrody Banku Szwecji im. Alfreda Nobla w dziedzinie ekonomii (ur. 1928)
- 2016:
  - Vera Henriksen, norweska pisarka (ur. 1927)
  - Kazimierz Łukaszewicz, polski fizyk, krystalograf (ur. 1927)
  - Magdalena Modzelewska-Rybicka, polska filolog, działaczka opozycji antykomunistycznej (ur. 1954)
  - Reginald Palmer, grenadyjski polityk, gubernator generalny (ur. 1923)
  - Tomasz Pawłowski, polski duchowny katolicki, dominikanin, duszpasterz akademicki, uczestnik powstania warszawskiego (ur. 1927)
- 2017:
  - Olivier de Berranger, francuski duchowny katolicki, biskup Saint-Denis (ur. 1938)
  - Roger Moore, brytyjski aktor (ur. 1927)
  - Viorel Morariu, rumuński rugbysta (ur. 1931)
  - Grzegorz Stelmaszewski, polski aktor (ur. 1963)
  - Kaoru Yosano, japoński polityk (ur. 1938)
- 2018:
  - Daniel Robin, francuski zapaśnik (ur. 1943)
  - Irena Wiszniewska-Białecka, polska prawnik (ur. 1947)
- 2019:
  - Joseph Devine, szkocki duchowny katolicki, biskup Motherwell (ur. 1937)
  - Robert Joe Long, amerykański seryjny gwałciciel i morderca (ur. 1953)
  - Zlatko Škorić, chorwacki piłkarz (ur. 1941)
  - Tadeusz Wyrwa-Krzyżański, polski poeta (ur. 1947)
- 2020:
  - Kazimierz Dudulski, polski polityk, poseł na Sejm PRL (ur. 1947)
  - Johann Weber, austriacki duchowny katolicki, biskup Graz-Seckau (ur. 1927)
- 2021:
  - Eric Carle, amerykański projektant, autor i ilustrator książek dla dzieci (ur. 1929)
  - Cristóbal Halffter, hiszpański kompozytor (ur. 1930)
  - Ron Hill, brytyjski lekkoatleta, maratończyk (ur. 1938)
  - Paulo Mendes da Rocha, brazylijski architekt (ur. 1928)
  - Max Mosley, brytyjski prawnik, działacz sportowy, prezydent FIA (ur. 1940)
  - Nina Szacka, rosyjska aktorka (ur. 1940)
- 2022:
  - Francesco Ferrari, włoski polityk, eurodeputowany (ur. 1946)
  - Anita Gradin, szwedzka dziennikarka, polityk, dyplomatka, komisarz europejska (ur. 1933)
  - Maja Lidia Kossakowska, polska pisarka, dziennikarka (ur. 1972)
  - Ilkka Suominen, fiński polityk, minister handlu i przemysłu, eurodeputowany (ur. 1939)
  - Wendell, brazylijski piłkarz (ur. 1947)
- 2023:
  - Alojz Tkáč, słowacki duchowny katolicki, arcybiskup metropolita koszycki (ur. 1934)
  - Irena Ulatowska, polska łuczniczka sportowa (ur. 1942)
- 2024:
  - John Boardman, brytyjski archeolog, historyk sztuki (ur. 1927)
  - Caleb Carr, amerykański historyk wojskowości, dziennikarz, pisarz (ur. 1955)
  - Jerzy Daniło, polski piłkarz, trener (ur. 1951)
  - Morgan Spurlock, amerykański reżyser i scenarzysta filmów dokumentalnych (ur. 1970)
  - Walenty Szczepaniak, polski chemik, wykładowca akademicki (ur. 1931)
- 2025:
  - Muhammad al-Achdar-Hamina, algierski reżyser i scenarzysta filmowy (ur. 1934)
  - Ołeksandr Bereżny, ukraiński piłkarz (ur. 1957)
  - Pavel Chaloupka, czeski piłkarz (ur. 1959)
  - Andrzej Gliniecki, polski prawnik, urzędnik państwowy, wiceprezydent Gdańska (ur. 1948)
  - Sebastião Salgado, brazylijski fotograf, laureat Nagrody im. Ericha Salomona (ur. 1944)